# Pees (anatomie)
Een pees is een verbinding tussen een spier en een bot, waarmee de spieractiviteit op het bot wordt overgedragen. Een pees is een vaste en witglanzende structuur, die rond (als een koord of een kabel) of vlak (als een veiligheidsgordel) kan zijn. Een pees kan worden omhuld door een peesschede op plaatsen waar de pees aan extreem grote wrijvingskrachten blootgesteld wordt. De pees zit verankerd aan het bot door vezels van Sharpey.
Door hitte worden pezen vernietigd. Daardoor komt gebraden of gekookt vlees gemakkelijk los van het bot.
|  |  |